# Instituto de Medicina Legal (Madrid)
El Instituto de Medicina Legal (IML), oficialmente Instituto de Medicina Legal y Ciencias Forenses de la Comunidad de Madrid, hasta 2021 denominado Instituto Anatómico Forense (IAF), es un organismo dependiente de la Consejería de Presidencia, Justicia y Portavocía del Gobierno de la Comunidad de Madrid, en España, que da servicio a la Administración de Justicia dentro del ámbito territorial del Tribunal Superior de Justicia de Madrid, creado el 4 de mayo de 2006, en el que se realizan todos los cometidos relacionados con el campo de la patología forense, aportando asistencia técnica para la práctica de las autopsias y pruebas complementarias.

## Funciones
- Diseccionado o prosectorado. En el ámbito de esta unidad se desarrollan los cometidos relacionados con la patología forense de índole macroscópica. Los médicos forenses, cuando actúan como patólogos forenses, se integran en esta unidad, de la que depende también el personal auxiliar de autopsia.
- Toxicología, donde estudian principalmente las patologías derivadas de los efectos tóxicos que producen las substancias xenobióticas que dañan el organismo, así como de las derivadas por el consumo de drogas o fármacos.
- Histopatología, donde se realizan las tareas de proceso histológico o celular de muestras procedentes de cadáveres autopsiados.
- Radiología forense.
- Antropología forense, donde se analizan los restos óseos para establecer el motivo de la muerte.
- Sala de bioseguridad, destinada a personas fallecidas por agentes patógenos que pueden suponer un riesgo para la salud y el medio ambiente.[3]

Al Instituto de Medicina Legal llegan todos los cadáveres de toda la Comunidad de Madrid a los que se debe hacer una autópsia y es el centro en el que se centralizan todas las autopsias, al que están obligados a acudir los profesionales de todos los partidos judiciales de la región.

## Instalaciones
El histórico Instituto Anatómico Forense (IAF) de Madrid se inauguró en 1980 en un ala de la Facultad de Medicina de la Universidad Complutense, tras el cierre de la morgue del depósito de Santa Isabel. En enero de 2021 se produjo el traslado efectivo a las nuevas instalaciones del Instituto, en el área residencial de Valdebebas, situado al noreste de la capital española, en un espacio de 23.000 m², que supuso un coste de 27,5 millones de euros. Diseñado por Alejandro Zaera Polo, fue inaugurado oficialmente el 1 de diciembre de 2021 y se encuentra unido mediante pasadizos subterráneos con el hospital Isabel Zendal.